# Syzeuctus leo
Syzeuctus leo är en stekelart som först beskrevs av André Seyrig 1926.  Syzeuctus leo ingår i släktet Syzeuctus och familjen brokparasitsteklar. Inga underarter finns listade i Catalogue of Life.